# Sicista armenica
Sicista armenica es una especie de roedor de la familia Dipodidae.

## Distribución geográfica
Es  endémica de Armenia.

## Hábitat
Su hábitat natural son: praderas templadas.

## Estado de conservación
Se encuentra amenazada de extinción por la pérdida de su hábitat natural.